# William Douglas Caröe
William Douglas Caröe, né le 1er septembre 1857 et mort le 25 février 1938, est un architecte britannique, notamment d'églises.

## Biographie

### Jeunesse et formation
Caröe nait le 1er septembre 1857 à Holmsdale, Blundellsands, près de Liverpool. Il est le plus jeune fils du consul danois à Liverpool, Anders Kruuse Caröe (mort en 1897) et de Jane Kirkpatrick Green (morte en 1877). Il fait ses études à la Ruabon Grammar School dans le Denbighshire, au Pays de Galles, avant d'entrer au Trinity College de Cambridge en 1875 . Il est senior optime de mathématiques de 1879  et a obtenu un Bachelor of Arts la même année. Il fait son stage auprès de John Loughborough Pearson et écrit plus tard l'article sur Pearson dans l’Encyclopædia Britannica (11e éd., 1911).

### Carrière

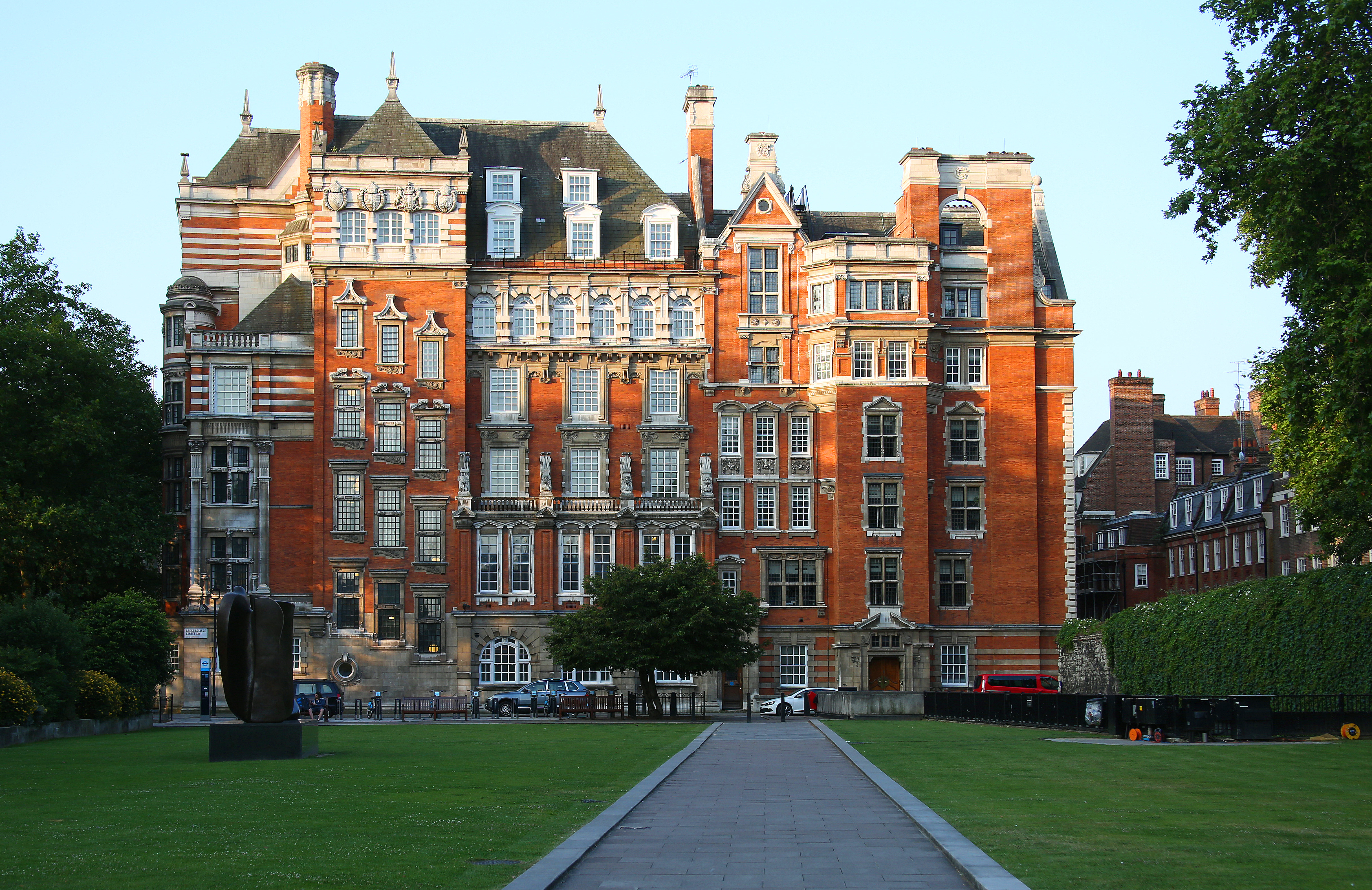
Millbank House, construite pour les commissionnaires ecclésiastiques en 1903

Caröe est une figure majeure du mouvement Arts and Crafts et décrit comme un « maître de la peinture d’espace ». Le cabinet qu'il a fondé, Caroe & Partners, est toujours spécialisé dans l'architecture ecclésiastique, notamment dans la restauration d'églises classées.
Caröe est l'architecte de nombreux bâtiments ecclésiastiques, notamment les cathédrales de St Davids et de Durham, ainsi que les abbayes de Tewkesbury et Romsey. Sa restauration de l'intérieur de l'église St Lawrence de Stratford-sub-Castle dans le Wiltshire est qualifiée de « soignée ». Bien qu'il se soit principalement fait un nom dans l'architecture d'églises, il est également l'architecte du bâtiment principal de 1905-1909 de l'University College Cardiff (aujourd'hui l'Université de Cardiff ), inspiré par son alma mater, le Trinity College de Cambridge.
Caröe conçoit des ajouts à sa maison de campagne, Vann à Hambledon, Surrey. La maison est présentée dans la série documentaire télévisée The Curious House Guest en 2006.

## Mariage
Il épouse Grace Desborough (décédée en 1947), avec qui il eut deux fils et une fille. Le fils aîné du couple est (Sir) Olaf Kirkpatric Kruuse Caröe (1892-1981), devenu un administrateur de l’Inde britannique ; puis une fille, Christian Desborough Caröe (1894-1973) ; et enfin un deuxième fils, Alban Douglas Rendall Caröe (1904-1991), qui suit les traces de son père dans le domaine de l’architecture.

## Galerie

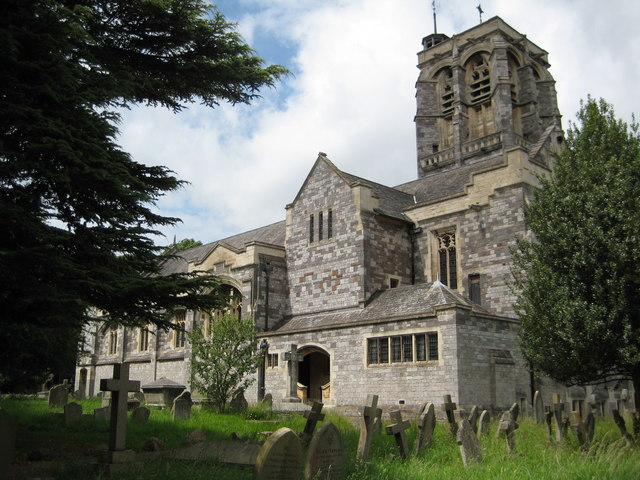
Église Saint-David, Exeter, 1897-1900.
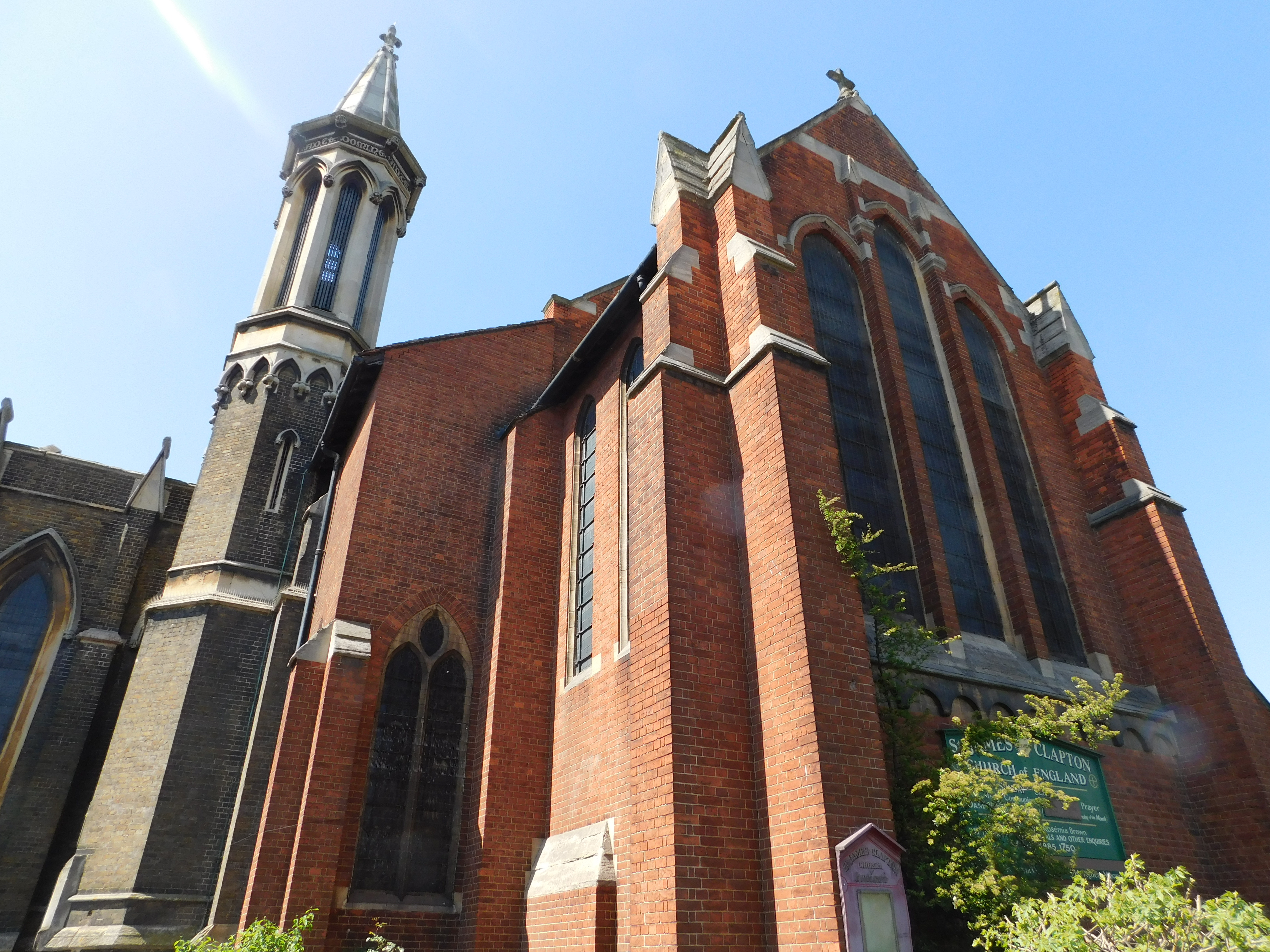
Église St James the Great, Hackney, chœur édifié par Caroë, 1902.
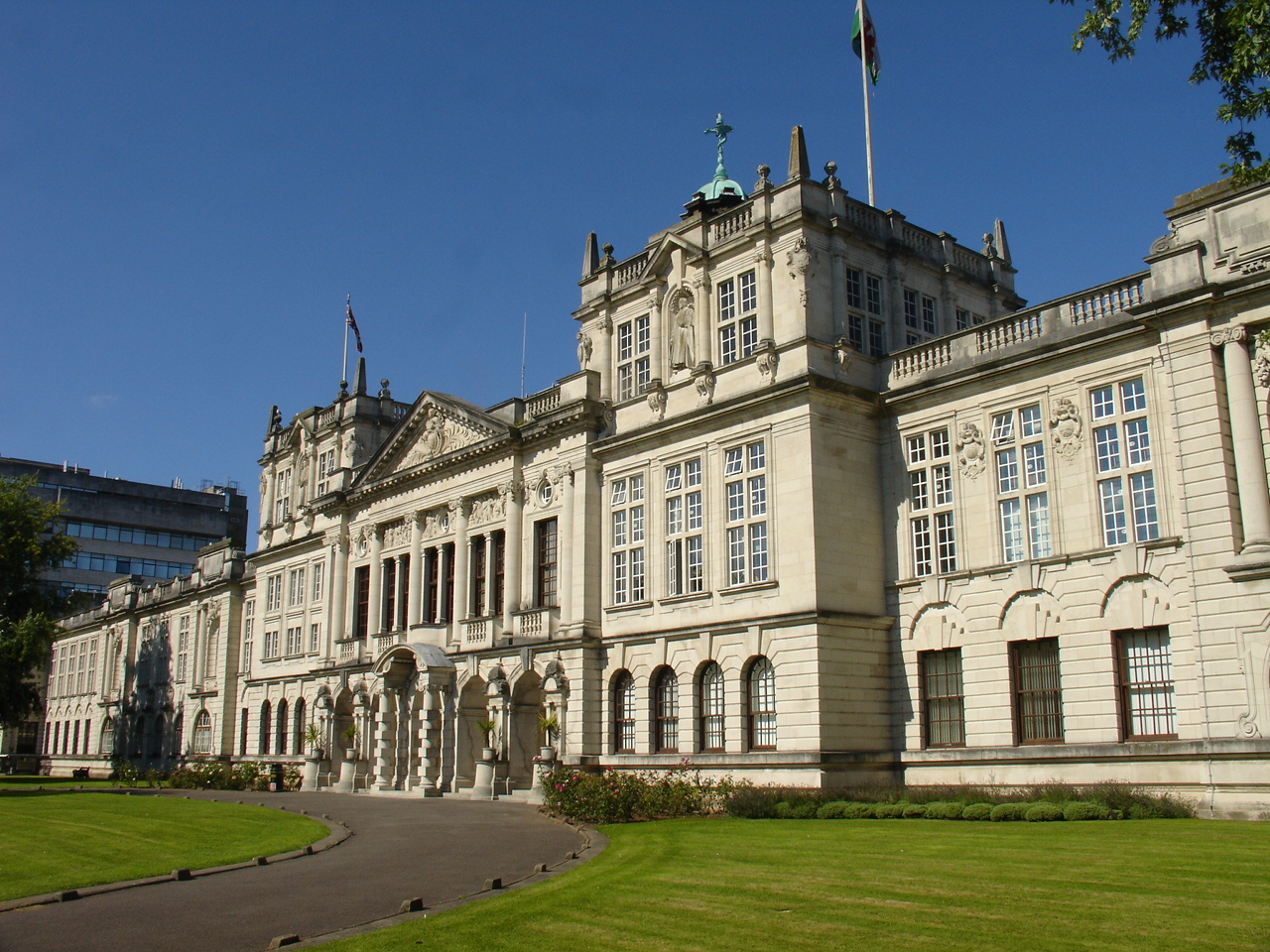
Directeur du bâtiment de l’Université de Cardiff, 1905-1909.
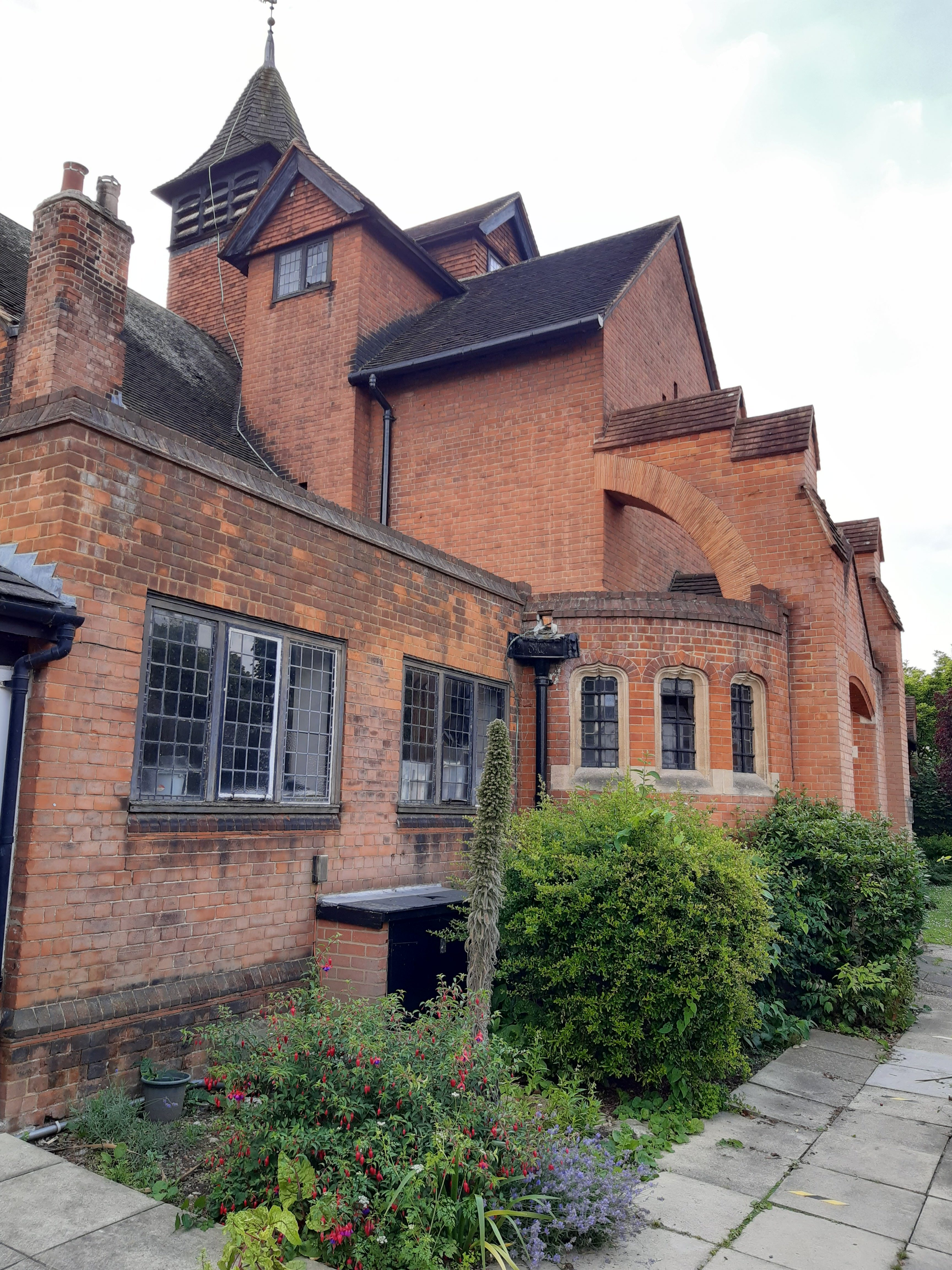
Église St_Michael, Grove Park, Chiswick, 1909.
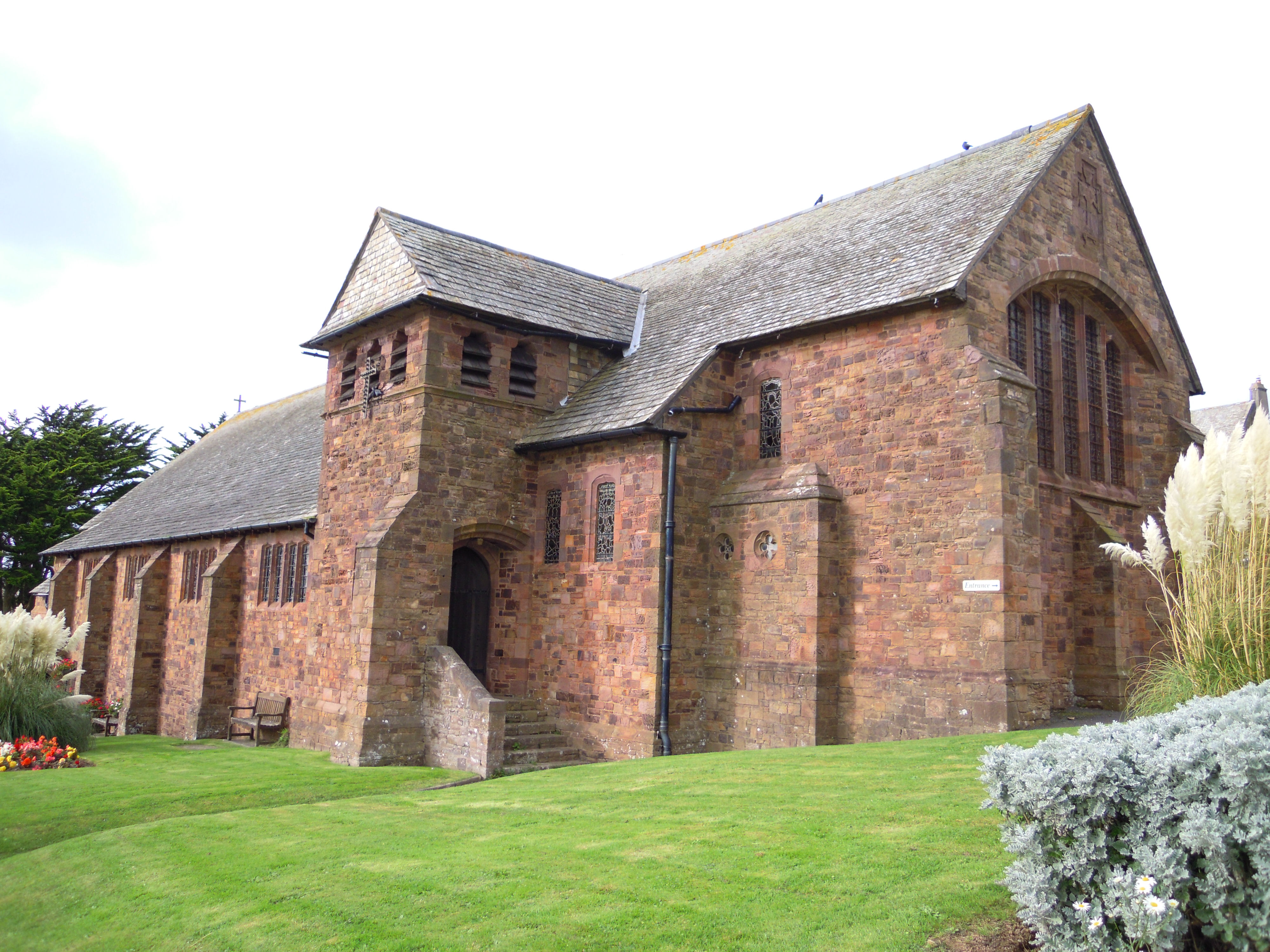
L'église Saint-Sabinus à Woolacombe, Devon, 1912.
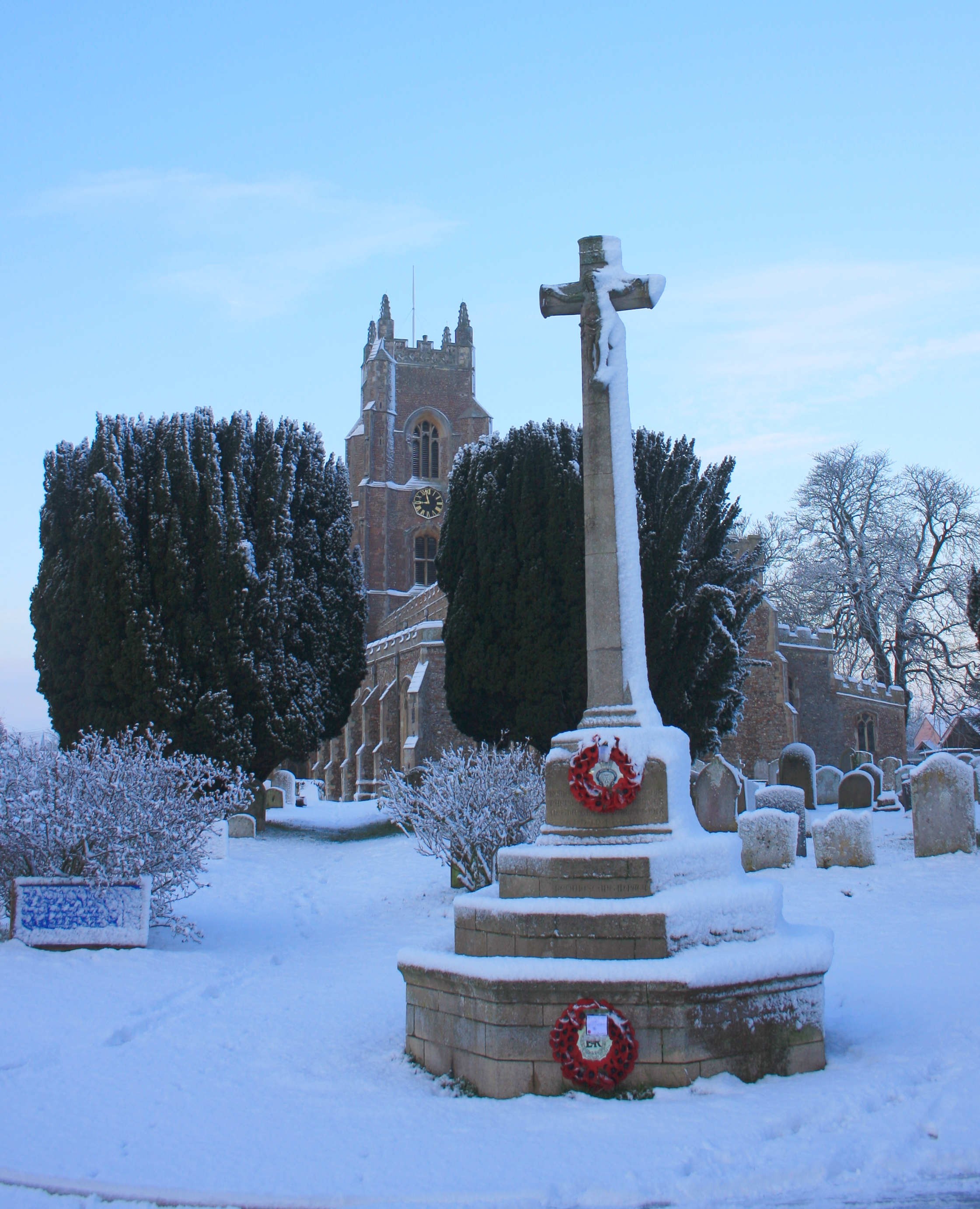
Mémorial de guerre de Stoke-by-Nayland, Suffolk, 1921.